# Paul (film)

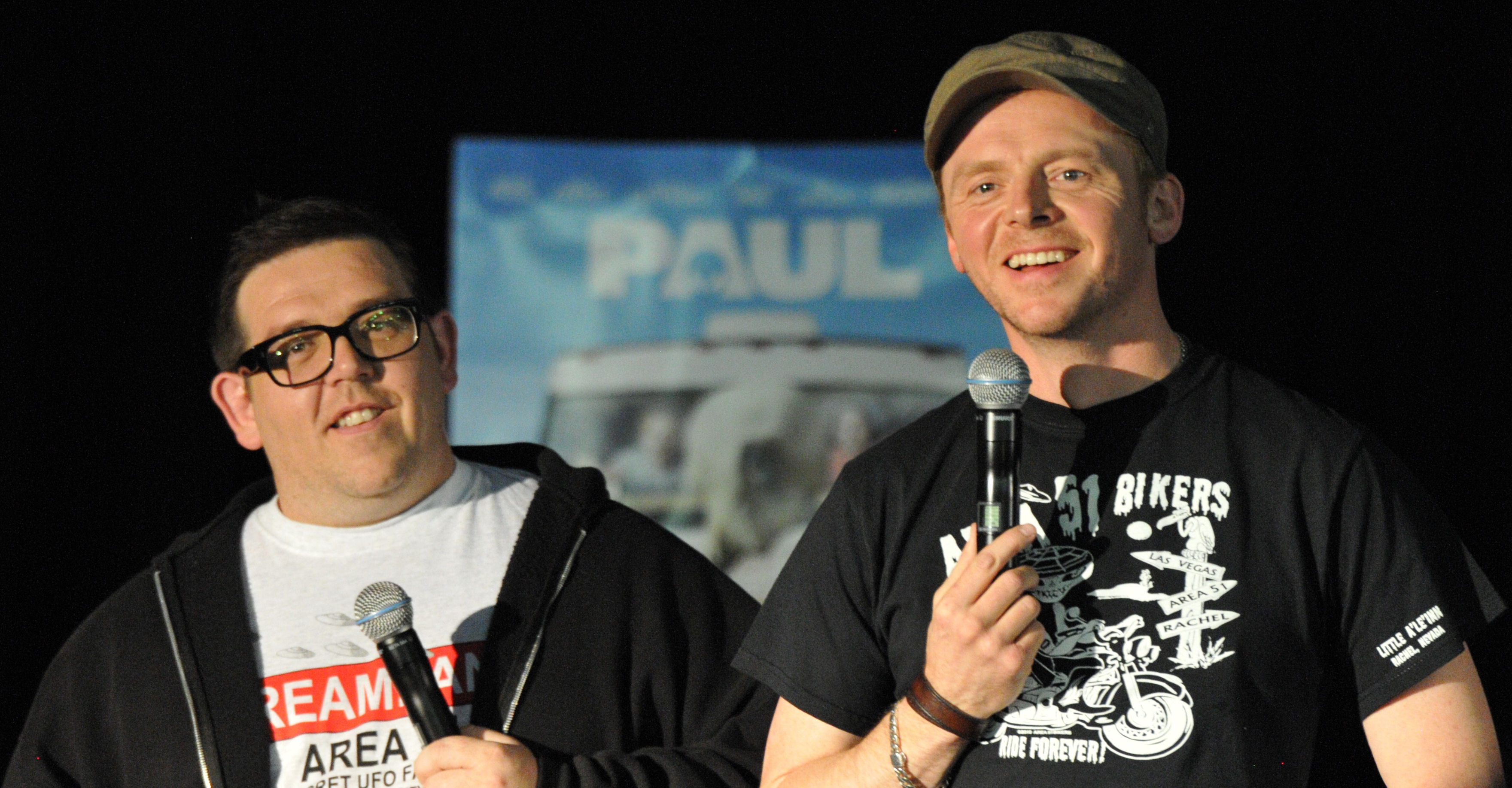
Simon Pegg en Nick Frost tijdens een vragensessie over Paul

Paul is een Brits-Amerikaanse sciencefiction-comedyfilm uit 2011 die werd geschreven door Simon Pegg en Nick Frost. De film werd geregisseerd door Greg Mottola. De belangrijkste acteurs waren Pegg en Frost zelf, plus Seth Rogen als stemacteur van alien Paul, de hoofdpersoon.
De film bevat talloze subtiele verwijzingen naar sciencefiction, met name naar films uit dit genre van Steven Spielberg.

## Verhaal
De Britse cartoonisten Graeme en Clive maken een doorreis doorheen de Verenigde Staten. Naast een bezoek aan het "San Diego Comic-Con International" (een internationale beurs voor stripboeken) hebben ze ook diverse plaatsen aangestipt waar ooit UFO-meldingen zijn geweest.
Al snel worden de mannen onterecht aanzien als een homoseksueel koppel wat bijna leidt tot een gevecht in een wegrestaurant. Tijdens hun vlucht rammen ze met hun camper de auto van de aanvallers. 's Nachts worden ze voorbijgestoken door een auto die niet veel later in een veld crasht. Graeme en Clive doorzoeken het wrak, maar er zit niemand in. Net wanneer ze de politie willen inlichten, verschijnt een alien. Hij stelt zich voor als Paul. Hij is op zoek naar hulp omdat men hem wil doden. Graeme gelooft Paul en neemt hem mee met de camper.
Enige tijd later arriveert special agent Lorenzo Zoil aan het autowrak en informeert zijn vrouwelijke overste, met de schuilnaam "Big Guy", dat hij Paul op het spoor is. Big Guy schakelt daarop de twee eerder onbekwame lokale politiemannen Haggard en O'Reilly in om een wegversperring op te zetten zonder bijkomende informatie over het werkelijke doel. De camper wordt tegengehouden en doorzocht. Er wordt niets verdachts gevonden omdat Paul zich onzichtbaar kan maken zolang hij zijn adem inhoudt.
Graeme, Clive en Paul overnachten op de camping van Ruth Buggs. Zij is fanatiek christelijk opgevoed, gelooft enkel in het creationisme en wordt kort gehouden door haar vader Moses. Daar zegt Paul dat hij in 1947, na de crash op aarde, werd meegenomen door de overheid. Hij heeft hen advies gegeven op vlak van wetenschap en sociologie. Nu hij zijn volledige kennis heeft doorgegeven, wil de overheid zijn brein afnemen om zijn stamcellen te onderzoeken. De overheid is geïnteresseerd in sommige van zijn paranormale activiteiten zoals zijn onzichtbaarheid en de gave om dieren en mensen te genezen van allerlei ziektes en aandoeningen. Paul heeft met de hulp van iemand uit Area 51 een noodsignaal kunnen sturen naar zijn thuisplaneet. Nu is hij op weg naar de plaats waar het ruimteschip hem komt halen.
De volgende dag wordt Paul opgemerkt door Ruth. Hierdoor zijn Graeme en Clive genoodzaakt haar te ontvoeren. Ook Moses heeft Paul gezien en denkt dat hij een demon is. Daarom wil Moses hem doden en zet even later met zijn wagen de achtervolging in. Er ontstaat een ethische discussie tussen Paul en Ruth over het creationisme en de evolutieleer. Plots raakt Paul Ruth aan en geeft zo al zijn kennis door via een telepatische link. Ook geneest Paul het blinde oog van Ruth. Hierdoor ziet Ruth in dat haar vader haar altijd heeft voorgelogen.
Niet wetende dat ze door Moses worden achtervolgd, belt Ruth vanuit een wegrestaurant naar huis om haar vader in te lichten dat hij zich geen zorgen hoeft te maken. De telefoon wordt beantwoord door Zoil. Haggard en O'Reilly kunnen traceren vanwaar Ruth belt. Moses, ondertussen ook in het restaurant, merkt zijn dochter op en ziet dat haar oog is genezen. Hij is hiervan zo verbaasd dat hij niet kan reageren en Ruth hem ook niet opmerkt. Bij het verlaten van het restaurant komen ze de twee homofoben (die ook aanwezig waren in het vorige wegrestaurant) tegen waardoor Graeme, Clive en Ruth moeten vluchten naar hun camper. De twee onruststokers zien daarbij Paul en vallen prompt flauw. Haggard en O'Reilly hebben ondertussen een aantal gesprekken afgeluisterd tussen Zoil en "Big Guy" en beginnen te vermoeden dat zij op zoek zijn naar een alien. Dit wordt hen bevestigd bij het tonen van een eerder gevonden pentekening van Paul aan de twee onruststokers.
Nadat met 's avonds de camper parkeert, gaat het viertal naar een nabijgelegen bos om te feesten. Ruth beslist om in de caravan te slapen terwijl de anderen in het bos blijven. 's Ochtends blijkt dat de camper aan een zeer drukke winkelstraat staat en Paul zijn adem niet lang genoeg kan inhouden om het betreffende stuk onzichtbaar af te leggen. Terwijl Clive naar de camper gaat, verbergen Graeme en Paul zich in een stripboekwinkel.
Ondertussen werd Ruth aan de camper ondervraagd door Zoil, maar ze deed alsof ze nergens afwist. Zoil gelooft haar en vertrekt. Ondertussen is Paul ontmaskerd door Haggard en O'Reilly die vervolgens Zoil inlichten. Ruth is ondertussen met de camper aan de winkel waardoor Paul en Graeme kunnen ontsnappen. Moses is net aangekomen, herkent de camper en achtervolgt deze. Ook O'Reilly, Haggard en Zoil volgen hen. De belagers worden afgeschudt door de camper te verbergen achter een groot reclameblok. Clive en Graeme dienen vuurwerk te kopen omdat dat het signaal is waarmee Paul zijn ruimteschip oproept. Aangezien ze te weinig geld hebben, stelen ze het vuurwerk waarop de winkelier de politie inlicht. Zo komen Haggard en O'Reilly te weten waar de camper zich ongeveer bevindt. Omdat zij met de eer willen lopen, lichten ze Zoil niet in. Zoil ruikt wel direct onraad en achtervolgt hen.
Paul maakt kenbaar dat hij eerst naar Tara Walton wil. Zij heeft Paul in 1947 gevonden toen zijn schip crashte op Tara's hond. Nu is ze een oudere dame die gans haar leven werd bespot omdat niemand haar verhaal geloofde. Ondertussen heeft ze dit zelf verdrongen en is nu blij dat Paul daadwerkelijk bestaat. Terwijl ze thee zet, worden ze aan de voordeur aangevallen door Haggard en O'Reilly en aan de achterdeur door Zoil. Ze kunnen ontsnappen, maar O'Reilly schiet vanuit de woonkamer op de caravan. Echter had Tara enkel de gaskraan opengezet waardoor het gas ontploft door de ontsteking van de revolver waarop het ganse huis wordt vernield. Zoil en Haggard volgen hen met hun eigen auto's. Onderweg schiet Haggard Moses neer. Zelf belandt O'Reilly door een inschattingsfout in een ravijn waarop zijn auto ontploft. Hierdoor blijft enkel Zoil over. Hij licht Big Guy in dat hij wellicht Paul binnen het uur heeft gevonden. Big Guy is het wachten moe en schakelt militaire hulp in. Zoil lijkt het hiermee niet eens te zijn en vernietigt de radio.
Paul, Graeme, Clive, Ruth en Tara rijden naar Devils Tower waar het ruimtetuig zal landen. Het vuurwerk wordt afgeschoten. Even later verschijnt een legerhelicopter met Big Guy aan boord. Zij tracht met enkele soldaten Paul neer te schieten. Op dat ogenblik verschijnt Zoil. Zoil schakelt de militairen uit, maar kan niet verhinderen dat hij in zijn schouder wordt geraakt. Nu wordt duidelijk dat Zoil het contactpunt was in Area 51 en samenwerkt met Paul om hem net te laten ontsnappen. Tara slaat Big Guy bewusteloos. Moses komt daarna ook aan: de bijbel die in zijn binnenvest zat, had de kogel opgevangen. Moses vuurt op Paul, maar raakt Graeme die even later sterft. Paul kan met zijn bovenaardse krachten Graeme terug tot leven wekken en de wonde helen. Moses aanziet dit als een mirakel van God. Big Guy komt terug bij bewustzijn, maar wordt verpletterd door het landende buitenaardse schip. De aliens genezen de militairen en Zoil. Paul vertrekt met het schip en neemt Tara mee.
Twee jaar later zijn Graeme, Clive en Ruth op Comic-Con waar ze hun nieuwste striphit "Paul" voorstellen.

## Rolverdeling
| Acteur             | Personage        |
| ------------------ | ---------------- |
| Simon Pegg         | Graeme Willy     |
| Nick Frost         | Clive Gollings   |
| Seth Rogen         | Paul             |
| Kristen Wiig       | Ruth Buggs       |
| Jason Bateman      | Lorenzo Zoil     |
| Bill Hader         | agent Haggard    |
| Jane Lynch         | Pat Stevenson    |
| Sigourney Weaver   | "The Big Guy"    |
| Blythe Danner      | Tara Walton      |
| John Carroll Lynch | Moses Buggs      |
| Jeffrey Tambor     | Adam Shadowchild |
| Steven Spielberg   | cameo            |